# Detlef Zimmer
Detlef Zimmer (* 27. August 1953) ist ein ehemaliger deutscher Fußballtorhüter und heutiger Fußballtrainer.

## Sportliche Laufbahn
Er begann seine Karriere im Kindesalter bei der BSG Stahl Halsbrücke. Über die Stationen FC Karl-Marx-Stadt und BSG Wismut Aue kam er 1976 zum FC Carl Zeiss Jena. In Jena sollte er der Nachfolger von Torwartlegende Hans-Ulrich Grapenthin werden. Eine Bedingung hierfür war jedoch, seine „Westkontakte“ abzubrechen. Zimmer lehnte ab und wurde wegen „unmoralischem Lebenswandel“ und anderer Disziplinlosigkeiten auf Lebenszeit für die DDR-Oberliga gesperrt.
Er wurde bis 1983 Übungsleiter bei der BSG BSG Chemie Schwarza und spielte anschließend bis 1985 in der DDR-Liga bei der BSG Kali Werra Tiefenort. Angebote des 1. FC Magdeburg, des HFC Chemie und von Energie Cottbus durfte er nicht annehmen. Erst als sich der Generaldirektor des Brandenburger Stahl- und Walzwerkes, Hans-Joachim Lauck, der gleichzeitig DDR-Minister für Schwermaschinen- und Anlagenbau war, verstärkt persönlich für ihn einsetzte, wurde er begnadigt.
Von März 1985 bis März 1992 spielte er in 171 Ligapartien für die BSG beziehungsweise den BSV Stahl Brandenburg. Zweimal gewann er die Jahresbestwertung der Fachzeitung fuwo – Die neue Fußballwoche. 1990 gelang Detlef Zimmer im Freundschaftsspiel gegen Hertha BSC als erstem Torwart der Vereinsgeschichte ein Tor aus dem Spiel heraus. Ab 1992 spielte er für den SV Schwarz-Rot Neustadt (Dosse), den VFC Plauen und den SV Kloster Lehnin, bei dem er seine Karriere ausklingen ließ.

## Trainerlaufbahn
Nach seiner aktiven Karriere wurde er Trainer beim SV Kloster Lehnin, dem MSV Neuruppin (den Verein führte er von der Landesliga in die Oberliga), beim Dresdner SC, FSV Forst Borgsdorf, FC Stahl Brandenburg (Torwarttrainer), beim SV Falkensee-Finkenkrug und beim FC Carl Zeiss Jena (Torwarttrainer), wo er am 25. Juni 2008 nach dem Abstieg aus der 2. Bundesliga entlassen wurde. Von Januar 2009 bis Dezember 2011 trainierte er die Landesligamannschaft des FC Stahl Brandenburg.

## Berufliche Laufbahn
Von Beruf ist Detlef Zimmer Sportlehrer. In den 1990er-Jahren leitete er ein Schuhfachgeschäft in Brandenburg an der Havel. Danach arbeitete er in der Berufsfachschule in Angermünde, an der er junge Fußballer in der angeschlossenen Fußballschule gezielt förderte.